# Chelson Meadow
Chelson Meadow var en civil parish från 1858 till 1894 då den blev en del av Plympton St Mary, i grevskapet Devon, i England. Civil parish var belägen 12 km från Ivybridge och hade 4 invånare år 1891.